# Mas Bech
El Mas Bech és una masia de Roses (Alt Empordà) inclosa a l'Inventari del Patrimoni Arquitectònic de Catalunya.

## Descripció
Situat a tocar la carretera de Roses a Palau-saverdera (GIV-610), entre els quilòmetres 2 i 3, al peu del vessant de Queralbs.
Mas constituït per diverses dependències i cossos adossats, que creen un conjunt edificat d'una certa complexitat volumètrica. Tot i això, el conjunt presenta una planta en forma de L, formada per dos grans cossos adossats. L'edifici principal, de planta rectangular, consta de dos pisos amb teulada de doble vessant. La façana principal, orientada al sud, presenta un portal d'arc de mig punt bastit amb lloses de pissarra, per accedir directament a la primera planta. Està precedida per una gran terrassa, una part de la qual ha estat afegida posteriorment. La façana oest presenta, al nivell del primer pis, dues arcades de mig punt sustentades damunt d'uns pilars quadrats, que marquen una terrassa semicoberta.
Pels costats nord i oest hi ha dos llargs cossos de planta rectangular, amb les cobertes de teula a un vessant, utilitzats per a les tasques agrícoles. Al nivell del primer pis, aquests espais han estat transformats en menjadors del restaurant, tot i que conserven algunes obertures emmarcades amb pedra i la premsa utilitzada per la producció de vi i oli, de fusta. Les sales de la planta baixa havien acollit els estables i el trull i es troben cobertes amb voltes de canó bastides amb pedra i morter de calç, algunes d'elles amb llunetes, i sostres embigats. En aquestes sales s'observa com l'edifici està adaptat als desnivells de la topografia del terreny.
Està adossat en perpendicular a l'edifici principal per la part est hi ha una altra gran edificació, originàriament destinada als estables i la pallissa del mas, és de planta rectangular i amb la coberta a dos vessants, aquest cos presenta unes grans arcades bastides amb pedra i maons, integrades a l'interior de l'edifici. Tota la construcció es troba arrebossada i pintada de color teula, amb els ràfecs bastits amb tortugada de teula vidriada verda, de ceràmica de Figueres.

## Història
El primer propietari del que hi ha constància és en Miquel Bech i Coll que morí el 25 de febrer del 1857, encara que la masia està datada vers el segle xvii.
Altres documents fan referència als padrons i destaca l'amillarament de l'any 1871, on consta que l'heretat contenia 83 vessanes d'oliveres, vinya, camps i erms. També tenim constància que, com moltes altres masies de la regió, posseïa un trull propi tant per vi com per oli, del que queden les restes dins del restaurant. La premsa era fabricada en fusta -l'espiral i el bloc de sobre-, descansava a terra amb un part bastida en marbre amb els seus encaixos i un negatiu per escórrer el líquid.
Cap a l'any 1960 l'heretat fou abandonada per la família Maneres i sis anys després en Baldiri Ripoll arrendà el mas per convertir-lo en un local per fer dinar i berenars, fins que l'any 1973 l'abandonà. Posteriorment va ser transformada conservant l'estructura exterior però reformant l'interior per albergar el restaurant El Criollo, que avui en dia ha canviat de propietari i respon al nom del restaurant Els Lledoners. L'agost de l'any 1994, un incendi va cremar 0,3 hectàrees dels terrenys de l'heretat encara que no va afectar l'estructura.